# Arwa
Arwa — подразделение компании The Coca-Cola Company по производству бутилированной воды в Дубае.

## Описание
Бренд Arwa базируется в Дубае по лицензии Al Ahlia Group и дистрибьюции брендов Coca-Cola в ОАЭ и Омане. Вода продаётся в большинстве стран Ближнего Востока. Местная вода производится собственными силами на заводе компании в Алене с 1990 года и Туль-Кареме, Западный берег.
Вариант газированной воды Arwa Fruits был запущен в производство в 2010 году в Бахрейне. Воды выпускаются со вкусами клубники и лимона.
Название Arwa произошло от арабского женского имени Арва, которое также означает «утолённый», «приятный», «свежий», «горный козёл» или «олень».